# 齊藤喜久蔵
齊藤 喜久蔵（さいとう きくぞう、1923年11月30日 - 2003年9月8日）は、日本の技術者・実業家。大昭和製紙社長・会長を務めた。

## 生涯
静岡県出身。齊藤知一郎の三男。大昭和製紙2代目社長の齊藤了英（知一郎の長男）と政治家で静岡県知事を務めた齊藤滋与史（知一郎の次男）は兄、政治家で防衛庁長官を務めた齊藤斗志二（了英の次男）と大昭和製紙監査役の齊藤知三郎（了英の三男）、ジーク証券元会長兼社長の齊藤四方司（了英の四男）は甥。トヨタ自動車名誉会長豊田章一郎は次兄・滋与史の義兄にあたる。日本大学旧工学部（現日本大学理工学部）卒。
知一郎の5人の息子の中で唯一技術者の道を歩み、大昭和製紙入社後は技術部長、白老工場長等を歴任した。1984年1月、大昭和製紙代表取締役社長に就任。1985年4月に兄・了英によって大昭和製紙の社長を解任された。

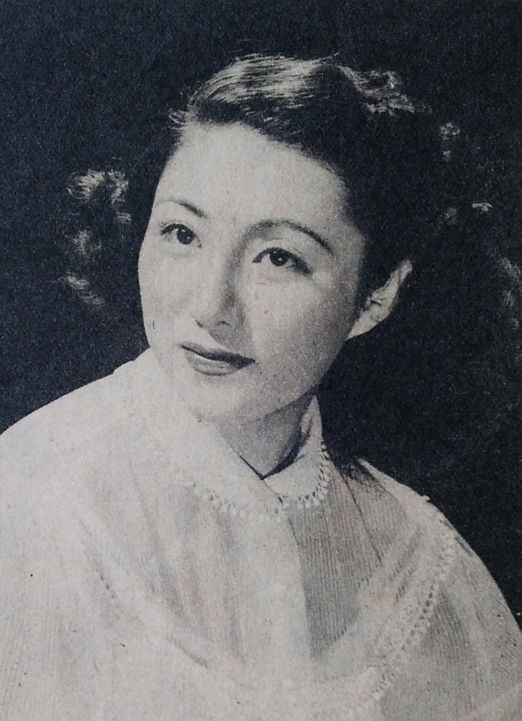
妻・伏見和子（1952年頃）

妻は宝塚歌劇団星組と雪組で娘役として活躍した宝塚歌劇団31期生の元タカラジェンヌであり、元女優の伏見和子（旧姓:篠原）。妻との間に2男2女がいる。長男は1958年9月6日生まれ、次男は1967年5月15日生まれ。
2003年9月8日、79歳で死亡。

## 受賞歴
- 藍綬褒章
- 紙パルプ技術協会　藤原賞　1986年　受賞